# Nigel Collar

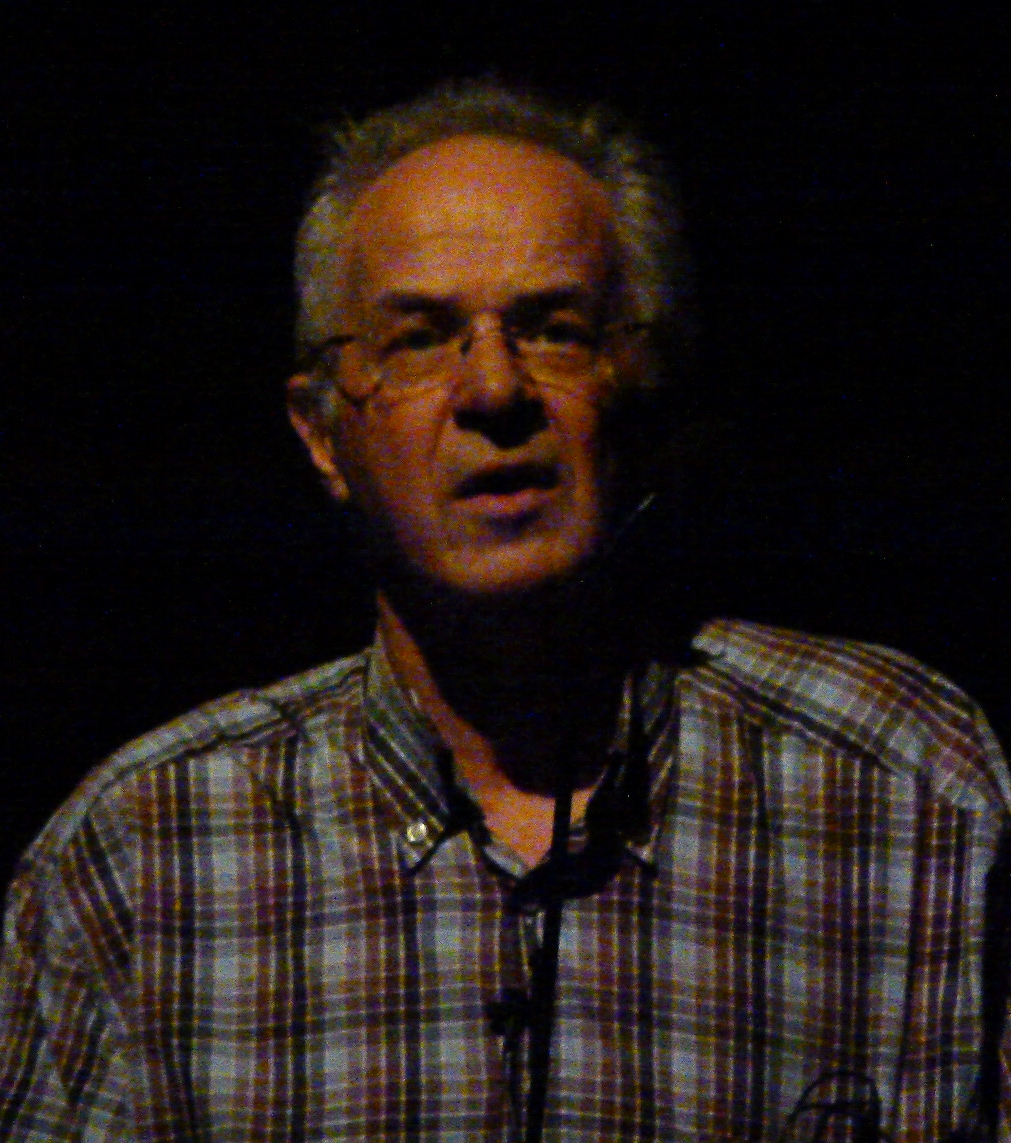
Nigel Collar (2013)

Nigel James Collar (* Oktober 1946 in Bristol) ist ein britischer Ornithologe, Natur- und Artenschützer. Seine Interessensschwerpunkte sind die Familien der Trappen (Otididae) und der Eigentlichen Papageien (Psittacidae).

## Leben
Collar wuchs in Bristol auf. Nach seinem Hochschulabschluss in Englischer Literatur an der University of Cambridge wurde er ebenfalls in Englischer Literatur zum Ph.D. an der University of East Anglia promoviert. 1975 wurde Collar Mitarbeiter am Edward Grey Institute of Field Ornithology der University of Oxford, wo er für sechs Jahre tätig war. Während dieser Zeit nahm er an Auswilderungsprojekten für die Großtrappe in Großbritannien teil. Von 1978 bis 1982 war er Vorsitzender der Bustard Group (Forschungs- und Arbeitsgruppe Trappen) des International Council for Bird Preservation (ICBP). Seit 2012 ist er Vorsitzender der IUCN Bustard Specialist Group.
Seit 2001 ist Collar Mitglied im Bereich Naturschutzbiologie der auf Zypern ansässigen A. G. Leventis Foundation. In dieser Funktion unterstützt er Master-of-Science und Ph.D.-Studierende der University of Cambridge, der University of East Anglia, der Manchester Metropolitan University und der Lancaster University bei ihrer Forschungsarbeit über gefährdete Vogelarten und deren Lebensräume in Angola, Kambodscha, auf den Kapverdischen Inseln, auf verschiedenen Inseln in der Karibik, in Äthiopien, in Ghana, in Indonesien, auf den Philippinen, auf São Tomé und Príncipe, auf den Seychellen, in Spanien und in Usbekistan. Ferner nahm er an Feldstudien über gefährdete Vogelarten in Spanien und Äthiopien teil, darunter über die vom Aussterben bedrohte Sidamospornlerche.
Collar verfasste über 100 wissenschaftliche Artikel, darunter gemeinsam mit Pamela C. Rasmussen die Erstbeschreibungen zum Camiguinkauz (Ninox leventisi) und zum Cebukauz (Ninox rumseyi) (beide 2012). Er schrieb die Einleitungskapitel über die Greifvögel, die Hühnervögel und die Trappen im Werk Birds of Western Palearctic von Stanley Cramp (1980 und 1983), das Kapitel über die Trappen im Werk The Birds of Africa von Emil K. Urban, C. Hilary Fry und Stuart Keith (1986) sowie mehrere Buchkapitel im Handbook of the Birds of the World, darunter über die Trappen (Band 3), die Papageien (Band 4), die Trogone (Band 6), die Faulvögel (Band 7), die Drosseln (Band 10), die Timalien (Band 12, mit Craig R. Robson) und die Finken (Band 15). Ferner war Collar zwischen 1985 und 2001 Autor von vier Roten Listen über die gefährdeten Vogelarten Afrikas, Nord- und Südamerikas, den Philippinen und Asiens und zwei Checklisten des ICBP über global gefährdete Vogelarten. Weitere von Collar verfasste Bücher beschäftigen sich mit Flamingos, den Schlüsselwäldern für die gefährdeten Vogelarten Afrikas, dem Artenschutz für vom Aussterben bedrohte Vogelarten und der Beziehung zwischen Vögeln und Menschen. 2014 veröffentlichte er in Zusammenarbeit mit Josep del Hoyo und BirdLife International eine illustrierte taxonomische Checkliste über die Nicht-Sperlingsvögel, der Ende 2016 ein Nachfolgeband über die Sperlingsvögel folgte.
Neben seiner Rolle als In-situ-Artenschutz-Experte arbeitet er seit der Gründung 1996 des wissenschaftlichen Beirates der Loro Parque Stiftung in diesem Gremium mit und befürwortet zusätzliche Ex-situ-Artenschutz-Maßnahmen, wie Erhaltungszuchtprogramme in Menschenobhut bzw. die Haltung und Zucht von Vögeln in Privathand.
Collar beschrieb 1998 auf Basis seiner Beschäftigung mit der Avifauna auf der Insel Cebu das in der Naturschutzbiologie bekannte Phänomen des Romeo-Irrtums, dessen Bezeichnung er nach dem literarischen Vorbild der Shakespeare-Tragödie Romeo und Julia prägte und zu dessen Abwendung die IUCN das Tag Possibly Extinct („Möglicherweise ausgestorben“) für die Gefährdungskategorie Critically Endangered („Vom Aussterben bedroht“) in ihrer Roten Liste eingeführt hat.

## Dedikationsnamen
1998 benannten Frank Lambert und Pamela C. Rasmussen die Sangihe-Zwergohreule (Otus collari) zu Ehren von Nigel Collar.

## Werke (Auswahl)

### Bücher
- Threatened Birds of Africa and Related Islands: The ICBP/IUCN Red Data Book, 1985
- Birds to watch: the ICBP world checklist of threatened birds, Band 1, 1988
- Key Forests for Threatened Birds in Africa, 1988
- Threatened Birds of the Americas, 1992
- Birds to watch two, the world list of threatened birds, 1994
- Threatened Birds of the Philippines: The Haribon Foundation/BirdLife International Red Data Book, 1999
- Pink Africa, 2000 (deutsch: Pink Africa: Die Welt der Flamingos, 2000)
- Threatened Birds of Asia (2 Bände), 2001
- Birds and People - Bonds in a Timeless Journey, 2007 (auch in spanischer Übersetzung: Las Aves y el Hombre: Vinculos a Traves del Tiempo, 2007)
- Facing Extinction - The World's Rarest Birds and the Race to Save Them, 2010 (Neuauflage 2013)
- HBW and BirdLife International Illustrated Checklist of the Birds of the World Volume 1 (Non-passerines), 2014
- HBW and BirdLife International Illustrated Checklist of the Birds of the World Volume 2 (Passerines), 2016

### Fachartikel
- Taxonomy and conservation: chicken and egg. In: Bulletin of the British Ornithologists' Club. Band 117, Nr. 2, 1997, S. 122–136 (biodiversitylibrary.org).
- Undiscovered country: the non-collection of the Somali shrike. In: Bulletins of the African Bird Club. Band 5, Nr. 2, 1998, S. 136–137.
- N.J. Collar: Extinction by assumption; or, the Romeo Error on Cebu. In: Oryx. Band 32, Nr. 4, Oktober 1998, S. 239–244, doi:10.1046/j.1365-3008.1998.d01-51.x.
- New species, high standards and the case of Laniarius liberatus. In: The Ibis. Band 141, Nr. 3, 1999, S. 358–367, doi:10.1111/j.1474-919X.1999.tb04406.x.